# Szirén-barlang
A Szirén-barlang Magyarország fokozottan védett barlangjai közül az egyik. A Bükki Nemzeti Park területén lévő Miskolcon található. Turista útikalauzokban is ismertetve van.

## Leírás
A bükk-fennsíki Nagy-fennsíkon, kb. 6 m mély töbörben nyílik a bejárata. A töbör a Jávorkút térségében lévő Bolha-réten van. A Jávor-kúti-víznyelőbarlang közelében található a bejárata. Középső triász és felső triász mészkőben keletkezett. Befoglaló kőzete márványos rajzolatú, egyedi, fehér, kékesszürke és szürke színű rétegekből áll. A legtöbb része töredezett mészkőben jött létre.
Elágazó, több szintben kialakult barlang. Sok szép cseppkő található benne, valamint karfiol méretű és alakú képződmények is megfigyelhetők, amelyek nem borsókövek. Figyelemre méltók oldott formái is. Függőleges kiterjedése 45 m és vízszintes kiterjedése 63 m. Bejárásához a Bükki Nemzeti Park Igazgatóság engedélye szükséges. Látogatása csak tapasztalt barlangjáróknak ajánlott, mert nehezen járható, teli szűkületekkel és kitett szabadmászásokkal. Egyesek szerint bejárásához kötél szükséges. 2018-ban a Bükki Nemzeti Park Igazgatóság a KEHOP 4.1.0-15-2016-00017 projekt keretében a bejáratra keresztrudas lezárást készíttetett.
Valószínűleg egy rendszert alkot a bejáratától kb. 20 m-re nyíló Szirén 2. sz. barlanggal. A két barlang járatai két helyen is kb. 1,5–2 m-re megközelítik egymást. A 2017-es feltárással együtt a hossza eléri az 1 km-t, mélysége 65 m. Érdekessége, hogy a bejárati omladékzónában a hazánkban szokásos barlangi hőmérsékletnél érezhetően hidegebb van.
Előfordul a barlang az irodalmában Jávorkut II. sz. viznyelő (Bertalan 1976), Jávorkuti Szirén-barlang (Bertalan 1976), Jávor-kút II. sz. víznyelőbarlang (Kordos 1984), Jávorkúti II. sz. víznyelő (Ferenczy 2003), jávor-kúti Szirén-barlang (Kordos 1984), Sógor-lyukja (Kordos 1984), Sógos-lyukja (Lénárt 1979), Svédfenyvesi-barlang (Ferenczy 2003) és Szirén Cave (Kordos 1977) neveken is. 1977-ben volt először Szirén-barlangnak nevezve a barlang az irodalmában. A Svédfenyvesi-barlang nevet feltárásakor a bejárat körül lévő lucfenyőerdő miatt kapta.

## Kutatástörténet
1969 elején tárta fel a Miskolci Bányász Barlangkutató Csoport. Az 1970-ben kiadott és Dely Károly által szerkesztett Bükk útikalauz szerint 200 méter hosszú. 1974-ben a Herman Ottó Karszt- és Barlangkutató Csoport az Aqua-expedíció során, térképezés közben Molnár László vezetésével egy inaktív oldalágat fedezett fel és a barlang egy részét felmérték. Az 1976-ban befejezett, Magyarország barlangleltára című kéziratban az olvasható, hogy a Bükk hegységben, Miskolcon lévő Jávorkuti Szirén-barlang másik neve Jávorkut II. sz. viznyelő. A Jávor-kúti-víznyelőbarlang közelében van a bejárata a kb. 200 m hosszú időszakos víznyelőbarlangnak. A kézirat barlangra vonatkozó része 2 irodalmi mű alapján lett írva.
1977-ben a csoport tagjai által újra ki lett bontva és ki lett ácsolva beomlott bejárati szakasza. Az 1977-ben megjelent, Bükk útikalauz című kiadványban az olvasható, hogy sokkal több mint egy kilométer hosszú barlang. Az 1977. évi Karszt és Barlang angol nyelvű különszámában megjelent, The longest and deepest caves of Hungary (December 31, 1975) című közleményből megtudható, hogy a Bükk hegységben fekvő, 400 m hosszú Szirén Cave 1975. december 31-én Magyarország 28. leghosszabb barlangja. A 30. leghosszabb barlang (Baradla Rövid-Alsó-barlang), a 31. leghosszabb barlang (Papp Ferenc-barlang) és a 32. leghosszabb barlang (Kecske-lyuk) szintén 400 m hosszú.
Az 1977. december 31-i állapot szerint (MKBT Meghívó 1978. május) a Bükk hegységben lévő és kb. 500 m hosszú Szirén-barlang az ország 27. leghosszabb barlangja. Az 1977. évi Karszt és Barlangban megjelent összeállítás alapján, 1977. december 31-én Magyarország 29. leghosszabb barlangja a Bükk hegységben elhelyezkedő, 1977. december 31-én, 1976-ban és 1975-ben kb. 500 m hosszú Szirén-barlang. A 28. leghosszabb barlang (Meteor-barlang) szintén kb. 500 m hosszú. Ez az összeállítás naprakészebb az 1978. májusi MKBT Meghívóban publikált listánál.
Az 1979-ben napvilágot látott, Barlangok a Bükkben című könyvben szó van arról, hogy a Szirén-barlang több mint 100 m hosszú és járatai több szinten fekszenek. A barlang a felfedezése után sokáig csak Sógos-lyukja néven volt ismert. A barlang bejáratától DK-re 20 m-re van a Szirén 2. sz. barlang, amely minden bizonnyal összefügg vele. A könyvhöz mellékelt, a Bükk hegység barlangokban leggazdagabb területét bemutató térképen látható a 39-es számmal jelölt Szirén-barlang földrajzi elhelyezkedése. Az 1984-ben megjelent, Magyarország barlangjai című könyv országos barlanglistájában szerepel a Bükk hegység barlangjai között a Szirén-barlang két külön barlangként. Az egyik barlangnak jávor-kúti Szirén-barlang a neve és Jávor-kút II. sz. víznyelőbarlang a névváltozata. A másik barlangnak Szirén-barlang a neve, Sógor-lyukja és Sógos-lyukja a névváltozatai. A listához kapcsolódóan látható az Aggteleki-karszt és a Bükk hegység barlangjainak földrajzi elhelyezkedését bemutató 1:500 000-es méretarányú térképen a két barlang földrajzi elhelyezkedése.
Az 1987. december 31-i állapot alapján Magyarország 38. leghosszabb barlangja az 5372/16 barlangkataszteri számú, kb. 500 m hosszú Szirén-barlang. A 35. leghosszabb barlang (Keselő-hegyi-barlang), a 36. leghosszabb barlang (Pisznice-barlang) és a 37. leghosszabb barlang (Szeleta-zsomboly) szintén kb. 500 m hosszú. Az összeállítás szerint az 1977. évi Karszt és Barlangban közölt hosszúsági listában a Szirén-barlang kb. 500 m hosszú. Az 1987. december 31-i állapot alapján készült függőleges kiterjedési lista szerint Magyarország 68. legnagyobb függőleges kiterjedésű barlangja az 5372/16 barlangkataszteri számú, kb. 50 m függőleges kiterjedésű Szirén-barlang. A 69. legnagyobb függőleges kiterjedésű barlang (Viktória-barlang) szintén kb. 50 m függőleges kiterjedésű. Az összeállítás szerint az 1977. évi Karszt és Barlangban lévő mélységi listában nincs benne a Szirén-barlang. Pócsa L. 1982. évi szóbeli közlése, hogy a barlang kb. 50 m függőleges kiterjedésű.
A Karszt és Barlang 1989. évi különszámában publikált, angol nyelvű tanulmányhoz (The caves of Hungary) kapcsolódva megjelent egy olyan lista, amelyben Magyarország leghosszabb barlangjai vannak felsorolva. A felsorolás szerint a Bükk hegységben fekvő, 500 m hosszú Szirén-barlang (Szirén Cave) 1988-ban Magyarország 39. leghosszabb barlangja. (A barlang 1977-ben is 500 m hosszú volt.) 1993. április 8-tól a környezetvédelmi és területfejlesztési miniszter 12/1993. (III. 31.) KTM rendelete szerint a Bükk hegységben lévő Szirén-barlang fokozottan védett barlang. 1997-ben bejárati része stabilizálva lett. 1998. május 14-től a környezetvédelmi és területfejlesztési miniszter 13/1998. (V. 6.) KTM rendelete szerint a Bükki Nemzeti Park Igazgatóság illetékességi területén, a Bükk hegységben található Szirén-barlang az igazgatóság engedélyével látogatható.
2001. június 3-án egy lány térképezés közben balesetet szenvedett a barlangban. 2001. május 17-től a környezetvédelmi miniszter 13/2001. (V. 9.) KöM rendeletének értelmében a Bükk hegység területén lévő Szirén-barlang fokozottan védett barlang. Egyidejűleg a fokozottan védett barlangok körének megállapításáról szóló 1/1982. (III. 15.) OKTH rendelkezés hatályát veszti. 2001-ben és 2002-ben a Pizolit Barlangkutató Sportegyesület mérte fel. Ezekben az években Szabó Zoltán szerkesztette meg alaprajz térképét, hosszmetszet térképeit, keresztszelvényeket és térláttatós térképet. A térképeken együtt látható a Szirén 2. sz. barlanggal.
A 2003-ban kiadott, Magyarország fokozottan védett barlangjai című könyvben található, Egri Csaba és Nyerges Attila által készített hosszúsági lista szerint a Bükk hegységben lévő és 5372-16 barlangkataszteri számú Szirén-barlang Magyarország 36. leghosszabb barlangja 2002-ben. A 2002-ben 667 m hosszú barlang 1977-ben kb. 500 m és 1987-ben 500 m hosszú volt. 2005. szeptember 1-től a környezetvédelmi és vízügyi miniszter 22/2005. (VIII. 31.) KvVM rendelete szerint a Bükki Nemzeti Park Igazgatóság működési területén, a Bükk hegységben található Szirén-barlang a felügyelőség engedélyével látogatható. 2005. szeptember 1-től a környezetvédelmi és vízügyi miniszter 23/2005. (VIII. 31.) KvVM rendelete szerint a Bükk hegységben lévő Szirén-barlang fokozottan védett barlang.
A 2005-ben kiadott, Magyar hegyisport és turista enciklopédia című kiadványban önálló szócikke van a barlangnak. A szócikk szerint a Szirén-barlang fokozottan védett természeti érték. A Bükk hegységben lévő Nagy-fennsíkon, Jávorkút térségében, 660 m tengerszint feletti magasságban van a bejárata. Kb. 667 m hosszúságig és 43 m mélységig lett feltárva 1968 és 1974 között. Triász mészkőben jöttek létre az időszakosan aktív víznyelő járatai. Az elágazó, többszintes üregrendszerben jellegzetes oldott formák, egyes szakaszokon szép cseppkőképződmények figyelhetők meg. Engedély kell bejárásához.
2007. március 8-tól a környezetvédelmi és vízügyi miniszter 3/2007. (I. 22.) KvVM rendelete szerint a Bükki Nemzeti Park Igazgatóság működési területén lévő Bükk hegységben elhelyezkedő Szirén-barlang az igazgatóság engedélyével tekinthető meg. 2013. július 19-től a vidékfejlesztési miniszter 58/2013. (VII. 11.) VM rendelete szerint a Szirén-barlang (Bükk hegység, Bükki Nemzeti Park Igazgatóság működési területe) az igazgatóság hozzájárulásával látogatható. 2015. november 3-tól a földművelésügyi miniszter 66/2015. (X. 26.) FM rendelete szerint a Szirén-barlang (Bükk hegység) fokozottan védett barlang.
2017-ben a Szent Özséb Barlangkutató Egyesület tagjai Slíz György vezetésével egy tanfolyami túra keretében denevérkijelölésre lettek figyelmesek a barlang addigi mélypontján, és bontás nélkül (két követ kellett odébbrakni) továbbjutottak a Végtelen-hasadékba, amelynek az alja egy inaktív patakos járatba vezet, a végén sóderszifonnal, felfelé pedig magasra felnyúló, cseppköves kürtőrendszer csatlakozik hozzá. Itt található a Propaganda-akna, amely a barlang legtágasabb, legszebb része. Az új rész poligonhossza 300 méter, és a barlang teljes szintkülönbségét tartalmazza (az új rész legfelső pontja lényegében egy magasságban van a bejárattal). A 2017-es felfedezéstől napjainkig a Szent Özséb Barlangkutató Egyesület rendelkezik a barlang kutatásához szükséges kutatási engedéllyel. 2021. május 10-től az agrárminiszter 17/2021. (IV. 9.) AM rendelete szerint a Szirén-barlang (Bükk hegység, Bükki Nemzeti Park Igazgatóság működési területe) az igazgatóság engedélyével látogatható. A 13/1998. (V. 6.) KTM rendelet egyidejűleg hatályát veszti.

## További irodalom
- Lénárt László: Szpeleológiai eredmények a Bükk hegységből. Borsodi Földrajzi Évkönyv, 1979. 3. sz. Miskolc. 73–90. old.
- Lénárt László: A miskolci barlangkutatás és a bükki barlangok összefoglaló ismertetése. Borsodi Műszaki-Gazdasági Élet, 1982. 3. sz. Miskolc. 11–14. old.